# Tom Pokel
Thomas Jerome „Tom“ Pokel (* 2. September 1967 in Green Bay, Wisconsin) ist ein US-amerikanischer Eishockeytrainer.

## Karriere
Pokel spielte Ende der 1980er/Anfang der 1990er Jahre in der Eishockeymannschaft der State University of New York at Fredonia und absolvierte an der Hochschule ein Wirtschaftsstudium. Nach einer Kreuzbandverletzung im Alter von 23 Jahren beendete er seine Laufbahn und arbeitete in der Werbeabteilung der Buffalo Sabres aus der National Hockey League (NHL), ehe sich ihm im 1995 die Möglichkeit bot, in Europa ins Trainergeschäft einzusteigen. In Deutschland übernahm er den Cheftrainerposten beim damaligen Zweitligaverein EHC Timmendorfer Strand, den er zwei Jahre lang betreute. Die Saison 1997/98 verbrachte er in identischem Amt beim EHC Trier und einigte sich 1998 dann auf eine Zusammenarbeit mit den Bietigheim Steelers. Pokel führte die Mannschaft als Cheftrainer von der dritten in die zweithöchste deutsche Spielklasse und verabschiedete sich 2001 in die Deutsche Eishockey Liga (DEL): Er wurde Assistenztrainer bei den Schwenninger Wild Wings und stieg nach einer Saison zum Cheftrainer auf. Mit den Wild Wings auf dem letzten DEL-Tabellenrang stehend, wurde Pokel im Oktober 2002 entlassen.
Zur Saison 2003/04 übernahm er beim ERC Ingolstadt aus der DEL das Amt des Assistenztrainers, verließ den Verein aber bereits im November 2003 auf eigenen Wunsch wieder, als ihm der österreichische Erstligist EHC Feldkirch den Cheftrainerposten anbot. Der EHC zog sich nach der Saison in die Nationalliga zurück, Pokel ging. Im Januar 2005 wurde er Cheftrainer beim EHC Lustenau (damals ebenfalls Nationalliga). Zur Saison 2005/06 kehrte Pokel nach Feldkirch zurück. Aufgrund der angespannten Finanzsituation des Vereins entschied sich der Klub, die hauptamtliche Trainerstelle nach dem Ende der Saison 2006/07 zu streichen und Pokel nicht weiterzuverpflichten. In Pokels zweijähriger Amtszeit hatte Feldkirch den Grunddurchgang der Nationalliga einmal auf dem ersten und einmal auf dem zweiten Rang abgeschlossen. Im Dezember 2007 wurde Pokel Cheftrainer bei den Graz 99ers und blieb bis Saisonende. Im April 2008 betreute er zudem Österreichs U18-Nationalteam bei der B-WM, die mit dem dritten Platz abgeschlossen wurde. Zur Saison 2008/09 wurde er Cheftrainer beim EK Zell am See in der Nationalliga und verließ den Klub nach einer Spielzeit in Richtung Italien, dort verpflichtete ihn Aquile FVG Pontebba aus der Serie A als Headcoach. In seiner dreijährigen Amtszeit erreichte Pontebba jeweils das Playoff-Viertelfinale.
In der Saison 2012/13 arbeitete Pokel beim Serie-A-Konkurrenten Alleghe Hockey und erreichte mit dem Verein ebenfalls das Playoff-Viertelfinale. Bei der Weltmeisterschaft 2013 der Division I, Gruppe A in Budapest führte Pokel die italienische Nationalmannschaft zu Silber und zum Aufstieg in die höchste Gruppe. Im Juli 2013 wurde er dann als Cheftrainer vom HC Bozen unter Vertrag genommen, um den Klub in seiner Premierensaison in der Österreichischen Eishockeyliga (EBEL) anzuleiten. Er führte Bozen prompt zum EBEL-Meistertitel. Im Mai 2014 war Pokel erneut als Cheftrainer der italienischen Nationalmannschaft aktiv und betreute die Auswahl bei der Weltmeisterschaft in Belarus. Dort musste Italien aber den Abstieg hinnehmen. Nachdem er Bozen zum EBEL-Meister 2014 gemacht hatte, sicherte sich Ligakonkurrent Vienna Capitals die Dienste des US-Amerikaners. Pokel trat sein Amt in Wien zur Saison 2014/15 an, wurde aber im Februar 2015 entlassen. Im August 2015 kehrte Pokel als Cheftrainer nach Bozen zurück und führte den Verein bis zum Ende der Saison 2016/17.
Ende Oktober 2017 übernahm er den Cheftrainerposten bei den Straubing Tigers in der Deutschen Eishockey Liga. In Straubing erlebte Pokel eine erfolgreiche Zeit als Trainer. Unter seiner Führung qualifizierten sich die Tigers dreimal für die Champions Hockey League und erreichte dort zweimal das Achtelfinale. In der DEL belegten die Straubing Tigers unter der Leitung Pokels und seines Co-Trainers Rob Leask zweimal den dritten Platz in der Hauptrunde und standen regelmäßig in den Playoffs. In sechs aufeinanderfolgenden Spielzeiten qualifizierte sich die Mannschaft für die Endrunde, davon fünfmal direkt für das Viertelfinale. 2024 gelang der Einzug ins Halbfinale. Mit der Finalteilnahme beim Spengler Cup 2024 feierte Straubing zudem einen der größten internationalen Erfolge der Vereinsgeschichte. Nach einer Niederlagenserie zum Ende der Hauptrunde der Saison 2024/25 trennten sich die Tigers nach achteinhalb Jahren Anfang Februar 2025 von ihrem Cheftrainer.

## Erfolge und Auszeichnungen
- 2020 DEL-Trainer des Jahres